# Emily Robinson
Pour la joueuse australienne de rugby, voir Emily Robinson (rugby à XV, 1993).
Pour la joueuse anglaise de rugby, voir Emily Robinson (rugby à XV, 2000).
Emily Robinson, née le 18 octobre 1998 à New York, est une actrice et réalisatrice américaine.

## Biographie
Emily Robinson entre comme modèle chez Ford Models à l'âge de 6 ans. Six mois plus tard, elle est recrutée pour participer au show Saturday Night Live! avant de tourner un court-métrage pour la chaîne History.
À 12 ans, elle joue sa première pièce de théâtre Orphans' Home Cycle au Signature Theatre de New York. La pièce obtient un prix spécial aux Drama Desk Award.
À l'occasion de la comédie musicale Brindlebeast, où elle joue la fille d'une sourde, Emily apprend la langue des signes.
Après quelques autres pièces, elle obtient plusieurs rôles récurrents dans des séries parmi lesquelles Transparent, qui vaut plusieurs prix et nominations (dont un Young Artist Awards). Elle est décrite en 2016 comme une « rising star » (étoile montante).
En 2014, elle réalise son premier court-métrage, A Day in LA.

## Filmographie

### Film
| Année | Titre                                      | Rôle        | Notes         |
| ----- | ------------------------------------------ | ----------- | ------------- |
| 2010  | Love Me Tender                             | Young Emma  | Court-métrage |
| 2011  | A New York Fairy Tale                      | Nina        | Court-métrage |
| 2014  | The Stowaway                               | Marilyn     | Court-métrage |
| 2014  | A Day in LA (réalisatrice et actrice)      | Emily       | Court-métrage |
| 2016  | Dreamcatcher                               | Ann         | Court-métrage |
| 2016  | Virgin Territory (réalisatrice et actrice) | Cassie      | Court-métrage |
| 2016  | Broken Vows                                | Annie Bloom |               |
| 2016  | Intervene                                  | J.R.        | Court-métrage |
| 2017  | Crowbar Smile                              | Marissa     | Court-métrage |
| 2017  | Once Upon a Time in Venice                 | Taylor      |               |
| 2017  | Unicorn Store                              | Karen       |               |
| 2018  | Private Life                               | Charlotte   |               |
| 2018  | Eighth Grade                               | Olivia      |               |
| 2018  | Behold My Heart                            | Tracy       |               |

### Télévision
| Année     | Titre               | Rôle                   | Notes                                            |
| --------- | ------------------- | ---------------------- | ------------------------------------------------ |
| 2007      | Guiding Light       | Emma                   | 2 épisodes                                       |
| 2007–11   | Saturday Night Live | Various                | Rôle récurrent                                   |
| 2012      | Person of Interest  | Hanna Frey             | Bad Code                                         |
| 2012      | CSI: NY             | Caroline               | Late Admissions                                  |
| 2013      | The Following       | Parker (14 ans)        | The Fall                                         |
| 2014      | A.N.T. Farm         | Oksana                 | UnwANTed                                         |
| 2014      | Scorpion            | Megan O'Brien (14 ans) | Pilot, Single Point of Failure                   |
| 2014      | Transparent         | Ali (12 ans)           | The Symbolic Exemplar, Looking Up, Best New Girl |
| 2015      | Criminal Minds      | Connie Murphy          | Breath Play                                      |
| 2015      | Rizzoli & Isles     | Rachel                 | Imitation Game                                   |
| 2015–2016 | Transparent         | Young Rose             | Rôle récurrent                                   |
| 2016      | Girl Meets World    | Amy                    | Girl Meets Jexica                                |